# RSSI
Received Signal Strength Indicator (RSSI) is een maat van het opgenomen vermogen van een radiosignaal.
De RSSI kan vaak worden afgelezen op een apparaat dat een draadloos signaal ontvangt, zoals op een computer met Wi-Fi-antenne.